# We Break the Dawn
We Break the Dawn – piosenka dance-pop stworzona przez Andrew Framptona, Michelle Williams i Solange Knowles na trzeci album studyjny Williams, Unexpected (2008). Wyprodukowany przez Wayne’a Wilkinsa oraz Framptona, utwór wydany został jak główny singel promujący krążek dnia 15 kwietnia 2008 w Stanach Zjednoczonych.

## Informacje o singlu
Początkowo pierwszym singlem prezentującym wydawnictwo miała być kompozycja „Stop This Car”, jednak plany te wycofano i potwierdzono iż utwór ma być drugą piosenką promującą krążek później usuwając „Stop This Car” na rzecz „The Greatest”. „We Break the Dawn” miał swoją premierę radiową dnia 23 czerwca 2008. Zremiksowana wersja kompozycji zawiera wokal rapera Flo Ridy oraz wyprodukowana została przez DJ Montaya. Głos rapera usłyszeć można w intrze i końcowym momencie utworu.
W Wielkiej Brytanii „We Break the Dawn” ukazał się dnia 22 września 2008 jedynie w formacie digital download. Miesiąc wcześniej wokalistka wykonała utwór w programie Loose Woman i był to jeden z ostatnich występów promocyjnych w tymże kraju. Z powodu znikomej promocji singel nie zyskał na popularności na Wyspach Brytyjskich.
Utwór usłyszeć można było w programach stacji telewizyjnej MTV Światła Manhattanu oraz w finale show Najlepsi tancerze Ameryki.

## Wydanie singla
Z powodu znikomej promocji singel nie stał się popularny w ojczystym kraju wokalistki nie debiutując na notowaniu Billboard Hot 100. Kompozycja pojawiła się na liście Billboard Hot Dance Club Play i zajęła na niej, jako najwyższe miejsce #4. „We Break the Dawn” znalazł się na szczycie notowania Billboard Hot Dance Airplay. W Wielkiej Brytanii kompozycja zadebiutowała na notowaniu UK Singles Chart dnia 14 września 2008 na pozycji #83. Trzy tygodnie później 28 września 2008 singel znalazł się na miejscu #47 i była to najwyższa pozycja osiągnięta przez utwór. Następnego tygodnia piosenka opuściła listę przebojów.

## Teledysk
Teledysk do singla nagrywany był dnia 23 kwietnia 2008 w Los Angeles, w Kalifornii i reżyserowany przez Phila Griffina. Klip miał premierę 20 maja 2008 na antenach kilku amerykańskich stacji telewizyjnych.
Videoclip rozpoczyna ujęcie pokazujące zjawisko zaćmienia Księżyca, a wraz z nim śpiewającą wokalistkę w ciemnym miejscu wśród kilku mężczyzn. Następnie akcja teledysku przenosi się na ulicę wyłożoną czerwonym dywanem, po którym porusza się artystka fotografowana przez paparazzich. Kolejna scena ukazuje Williams tańczącą na ulicy w nocy razem z wieloma skąpo ubranymi mężczyznami. Finalne ujęcie prezentuje wokalistkę uciekającą w dal po dywanie.

## Listy utworów i formaty singla
Amerykański CD singel
1. „We Break the Dawn” (Wersja albumowa) – 3:52
2. „We Break the Dawn” (Lost Daze Club Mix) – 6:14
3. „We Break the Dawn” (Karmatronic Club Remix) – 5:25
4. „We Break the Dawn” (Mr. Mig Remix) – 6:02
5. „We Break the Dawn” (Maurice Joshua Remix) – 6:36
6. „We Break the Dawn” (Lost Daze Dub Mix) – 6:11
7. „We Break the Dawn Part 2" (DJ Montay Remix) (featuring Flo Rida) – 4:22

Brytyjski singel digital download
1. „We Break the Dawn” (Wersja albumowa) – 3:52
2. „We Break the Dawn Part 2" (DJ Montay Remix) (featuring Flo Rida) – 4:22
3. „We Break the Dawn” (Moto Blanco Radio Mix) – 4:04
4. „We Break the Dawn” (Wideboys Remix – Edycja radiowa) – 3:25
5. „We Break the Dawn” (Karmatronic Remix – Edycja radiowa) – 2:56

## Pozycje na listach
| Lista przebojów (2008)            | Najwyższa pozycja |
| --------------------------------- | ----------------- |
| UK Singles Chart                  | 47                |
| USA Billboard Hot Dance Club Play | 4                 |